# Кірстен Прайс
Кірстен Прайс (англ. Kirsten Price, нар. 13 листопада 1981, Провіденс, Лонг-Айленд, США) — американська модель і порноакторка. 
Народилась в Провіденсі, Лонг-Айленд, виросла в Массачусетсі. В порноіндустрії починала як стриптизерка та модель, після чого підписала контракт з Wicked Pictures в 2005 році.
На 2015 рік знялася у 209 фільмах

## Особисте життя
9 жовтня 2004 року одружилася з порноактором Барретом Блейдом, пізніше, у жовтні 2007, розлучились. 
19 червня 2013 року одружилася з британським порноактором, режисером та продюсером Кейраном Лі. Подружжя має трьох дітей.

## Нагороди
- 2007 AVN Award for Best Supporting Actress (Film) — Manhunters[6]
- 2007 AVN Award for Best Group Sex Scene (Film) — FUCK (з Кармен Гарт, Katsumi, Міа Смайлс, Еріком Мастерсоном, Крісом Кенноном, Томі Ганном, Ренді Спірсом)[6]
- 2010 AVN Award — Best Group Sex Scene — 2010[7]